# Jinan Mammoths
I Jinan Mammoths sono una squadra di football americano di Jinan, in Cina, fondata nel 2015.

## Dettaglio stagioni

### Tornei nazionali

#### Campionato

##### CBL
| Stagione | regular season | regular season | regular season | regular season | regular season | regular season | playoff | playoff | playoff | playoff | playoff | playoff    | playoff          |
|          | Vin            | Par            | Per            | Tot            | PF             | PS             | Vin     | Per     | Tot     | PF      | PS      | risultato  | avversaria       |
| -------- | -------------- | -------------- | -------------- | -------------- | -------------- | -------------- | ------- | ------- | ------- | ------- | ------- | ---------- | ---------------- |
| 2016     | 0              | 0              | 1              | 1              | 12             | 14             | -       | -       | -       | -       | -       | -          | -                |
| 2017     | 2              | 0              | 3              | 5              | 56             | 69             | -       | -       | -       | -       | -       | -          | -                |
| 2018     | 6              | 0              | 0              | 6              | 92             | 6              | 0       | 1       | 1       | 22      | 24      | Semifinale | Wuhan Griffins   |
| 2019     | 4              | 0              | 0              | 4              | 94             | 51             | 0       | 1       | 1       | 20      | 31      | Semifinale | Shenyang Hunters |
| Totale   | 12             | 0              | 4              | 16             | 254            | 140            | 0       | 2       | 2       | 42      | 55      |            |                  |

Fonti: Enciclopedia del Football - A cura di Roberto Mezzetti